# Piet van Wijngaarden

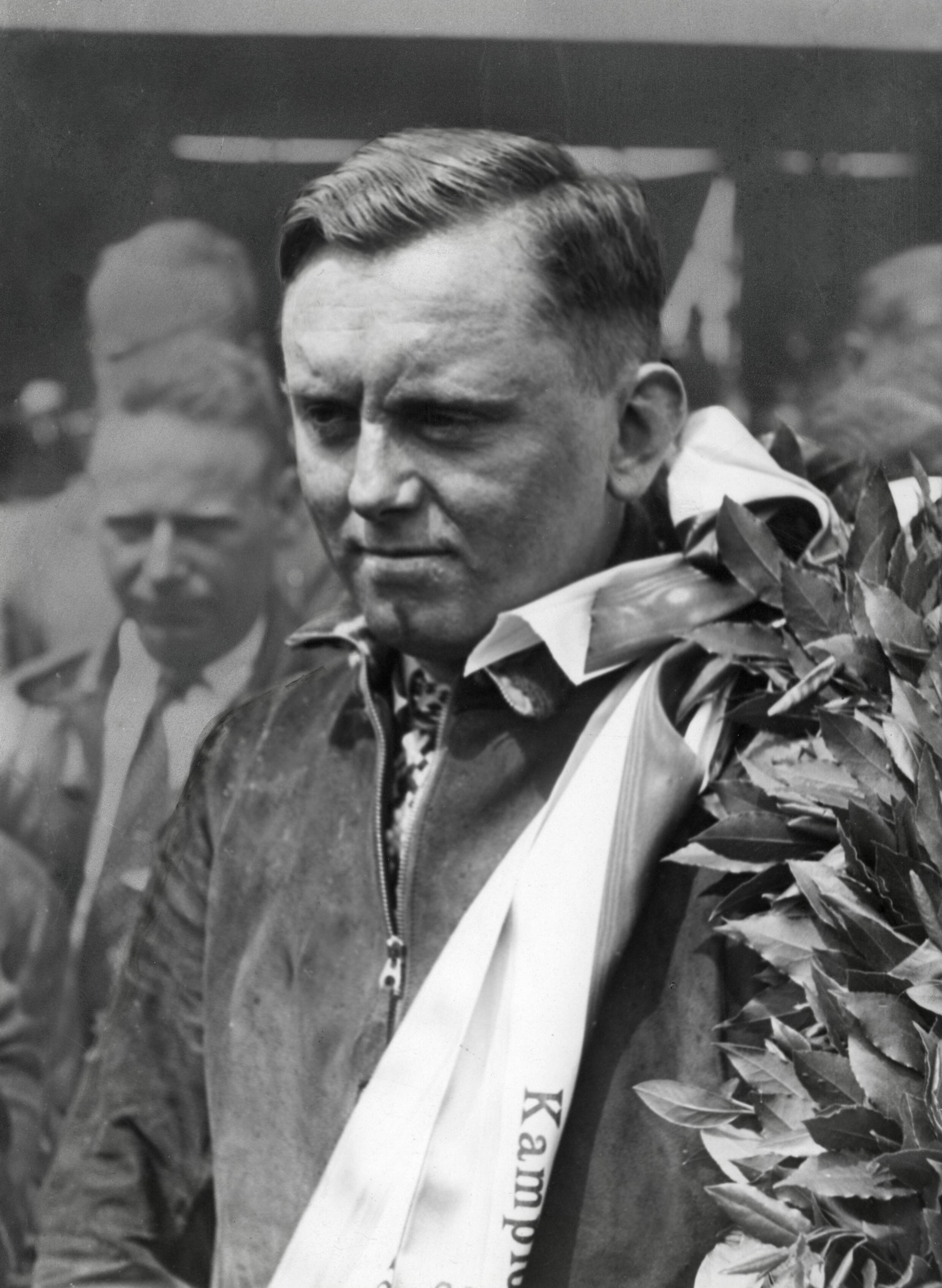
Piet van Wijngaarden 1933

Piet van Wijngaarden (* 19. Dezember 1898 in Papendrecht; † 2. November 1950 in Rotterdam) war ein niederländischer Motorradrennfahrer.

## Karriere
Piet van Wijngaarden gilt als einer der Pioniere des niederländischen Motorradsports. Stets auf Maschinen des englischen Herstellers Norton unterwegs, gewann er in seiner Laufbahn insgesamt sechs Titel in der Niederländischen Motorradmeisterschaft. Im Jahr 1926 gewann er das 500-cm³-Rennen der ersten Auflage der bis heute ausgetragenen Dutch TT in Assen. Im folgenden Jahr konnte er diesen Erfolg wiederholen.

## Statistik

### Erfolge
- Niederländischer 350-cm³-Meister: 1932, 1937[1]
- Niederländischer 500-cm³-Meister: 1925, 1926, 1928, 1930[1]

### Rennsiege
| Jahr | Klasse  | Maschine | Rennen       | Strecke                |
| ---- | ------- | -------- | ------------ | ---------------------- |
| 1925 | 500 cm³ | Norton   | I. Dutch TT  | Rolde–Borger–Schoonloo |
| 1926 | 500 cm³ | Norton   | II. Dutch TT | Circuit van Drenthe    |